# 프레데터 (영화)
《프레데터》(영어: Predator)는 1987년 개봉한 미국의 SF 액션 공포 영화이다.

## 줄거리
외계 우주선이 지구에 셔틀을 배치한다. 얼마 후, 더치와 그의 정예 준군사조직 구조팀(숙련된 용병 맥, 폭발물 전문가 폰초, 마초적인 블레인, 전문 추적자 빌리, 농담꾼 호킨스)은 중앙아메리카 정글에서 헬리콥터가 격추된 지역 장관을 구출하는 임무를 맡는다. 더치의 오랜 친구이자 베트남 전쟁 동맹인 딜런은 이제 CIA 요원으로, 임무를 감독하기 위해 팀에 동행한다.
팀은 헬리콥터 잔해와 게릴라 병사들의 흔적, 그리고 근처 나무에 높이 매달린 껍질 벗겨진 시신 세 구를 발견한다. 더치는 시신이 그린베레임을 확인하고, 헬리콥터가 감시를 위해 장착되었다는 사실을 알게 된 후 딜런의 의도를 의심한다. 더치의 팀은 게릴라 캠프를 공격하여 병사들과 러시아 군 동맹국들을 죽이고, 인질들이 CIA 요원들이었다는 것을 알게 된다. 딜런은 장관 이야기가 더치(암살을 위해 팀을 사용하기를 거부하는)를 설득하여 캠프를 제거하고 소련의 지원을 받는 침략을 막기 위한 거짓말이었음을 인정한다. 딜런은 또한 원래 임무 팀이 사라졌고 그린베레가 그들을 찾기 위해 파견되었다고 밝힌다. 딜런은 살아남은 게릴라 안나를 포로로 잡고, 팀은 철수 지점으로 이동한다.
팀은 모르는 사이에 기술적으로 진보된 인간형 프레데터가 도착한 이래로 그들을 추적해왔으며, 클로킹 디바이스로 보이지 않게 유지하고 열화상 비전을 사용하여 그들의 체온을 감지한다. 빌리는 비인간적인 존재의 존재를 감지하지만, 그의 의심을 확인할 수 없다. 팀이 산만해진 사이에 안나가 도망치고, 호킨스가 그녀를 잡지만, 안나는 살려두고 프레데터에게 죽임을 당한다. 팀이 호킨스의 시신을 찾는 동안 프레데터는 블레인을 죽인다. 맥은 프레데터의 은폐된 형태를 엿보고, 블레인의 죽음에 분노하여 팀이 맹목적으로 정글에 총을 쏘도록 유발하여 프레데터를 부상시킨다. 팀은 밤 동안 캠프를 설치하고 경계에 부비 트랩을 설치한다. 멧돼지가 함정을 건드리고, 프레데터는 이 혼란을 이용하여 블레인의 시신을 훔친다.
다음 날, 더치는 프레데터가 나무 위에서 그들을 추적하고 있음을 추론한다. 더치는 안나를 풀어주며, 생존을 위해 그들과 협력해야 한다고 말한다. 그녀는 프레데터가 남자들을 죽이고 그들의 시신에서 전리품을 가져가는 괴물에 대한 지역 민담을 들려주는데, 보통 날씨가 가장 더울 때 그렇게 한다. 팀은 프레데터를 그물 안으로 몰아넣기 위해 나무 꼭대기에 부비 트랩을 설치하지만, 프레데터는 탈출하고 폰초가 부상을 입는다. 팀에게 보상하기를 원하는 맥과 딜런은 프레데터를 추적하지만, 그들은 능숙하게 제압당하고 죽임을 당한다. 프레데터는 곧 생존자들을 잡고 빌리와 폰초를 죽인다. 프레데터가 위협으로 간주하는 자들만 공격한다는 것을 깨달은 더치는 안나에게 무기를 버리고 철수 지점으로 달려가라고 경고한다. 더치는 절벽에서 폭포로 떨어져 진흙 투성이 해안에 휩쓸려오기 전에 프레데터의 주의를 분산시킨다. 프레데터는 더치를 추적하지만, 그를 볼 수 없는 듯하며, 다른 사람들의 두개골을 전리품으로 수집하기 위해 떠난다. 더치는 진흙이 그의 체온을 가려 프레데터에게 보이지 않게 만들었다고 결론 내린다.
자신의 팀에 대한 복수를 추구하는 더치는 임시 함정과 무기를 만든다. 밤이 되자 그는 자신을 진흙으로 덮고 프레데터를 자신에게 끌어들이기 위해 소리친다. 더치는 자신의 투명함을 이용하여 프레데터를 상처 입히고 클로킹 장치를 비활성화하지만, 강으로 떨어져 진흙 위장이 씻겨 나간다. 더치를 가치 있는 상대로 여긴 프레데터는 무기와 마스크를 벗어 괴물 같은 얼굴을 드러내고 육탄전을 벌인다. 더 크고 강한 생물에게 쉽게 압도당한 더치는 프레데터를 덫이 놓인 터널로 유인하려고 하지만, 프레데터는 그의 계획을 의심하고 주위를 돌아간다. 더치는 스스로 함정을 작동시켜 균형추를 풀어 프레데터를 으스러뜨린다. 치명적인 부상을 입은 프레데터는 손목에 장착된 자폭 장치를 활성화한다. 더치는 가까스로 탈출하여 그 지역을 완전히 파괴하는 거대한 폭발에서 겨우 벗어난다.
새벽이 되자 철수 헬리콥터가 안나와 함께 도착하여 지치고 트라우마를 겪는 더치를 태워간다.

## 출연
- 아널드 슈워제네거 - 더치 소령
- 칼 웨더스 - 딜런
- 엘피디아 카릴로 (Elpidia Carrillo) - 애나
- 빌 듀크 - 맥
- 제시 벤투라 - 블레인
- 소니 랜드햄 (Sonny Landham) - 빌리
- 리처드 체이브스 (Richard Chaves) - 폰초
- 셰인 블랙 - 호킨스
- R. G. 암스트롱 (R.G. Armstrong) - 필립스
- 케빈 피터 홀 (Kevin Peter Hall) - 프레데터

## 한국판 성우진(SBS) (1992년 9월 11일)
- 이정구 - 더치(아널드 슈워제네거)
- 엄주환 - 딜론(칼 웨더스)
- 임은정 - 안나(엘피디아 칼리로)
- 유동현 - 맥(빌 듀크)
- 한상혁 - 블레인(제시 벤투라) / 필립스 장군 (R. G. 암스트롱)
- 이인성 - 판초(리처드 차베스)
- 황윤걸 - 릭(셰인 블랙)
- 이승환 - 조종사(케빈 피터 홀)
- 김강산 - 빌리(소니 랜드햄) / 프레데터 워리어(피터 컬런)

## 같이 보기
- 생존 영화